# Bezobalka sivá
Bezobalka sivá (Trinia glauca) je nenápadná, nízká, planě rostoucí bylina s malými okolíky bílých květů. Je dvoudomá, což je mezi miříkovitými velmi vzácné. Je původním a jediným druhem rodu bezobalka, který se v české přírodě ještě vyskytuje, a zároveň i rostlinou ohroženou vyhynutím.

## Rozšíření
Centrum výskytu druhu se nachází v mediteránní oblasti jižní Evropy a roste vyjma Skandinávie, Pobaltí, Polska, Ukrajiny a Běloruska téměř ve všech evropských zemích. Na jihovýchodě její areál zasahuje až do asijské části Turecka. Přes jižní Moravu a Slovensko prochází severní hranice jejího výskytu.
V České republice je bezobalka sivá historicky vzácný druh. Z minulosti je doložen její výskyt na 18 lokalitách, v prvé polovině 20. století se přechodně vyskytovala také na Třeboňsku. V současnosti se objevuje jen na čtyřech místech a všechna jsou v oblasti moravského termofytika, na území zasahujícím do okraje Panonské pánve.

## Ekologie
Roste na teplých a suchých stanovištích stepního charakteru, v xerotermních nízkostébelných porostech, na kamenitých svazích, v řídkých trávnicích i v nezapojených porostech, kde mohou její semena snáze vyklíčit. Preferuje těžké, hlinité půdy s bazickými substráty bohaté na minerály.
Bezobalka sivá je bylina monokarpická a převážně dvouletá, prvým rokem vytvoří jen přízemní listovou růžici, ze které v následujícím roce vyrostou lodyhy s květy. V případě, že rostlina druhým rokem nemá dostatek živin pro vytvoření květů a semen, přežije do dalšího roku a uhyne až po kvetení.

## Popis
Dvouletá, dvoudomá, šedě zelená, lysá bylina se žebernatou lodyhou vysokou okolo 30 cm vyrůstající z dužnatého kořene. Samčí rostlina je útlejší a má lodyhu již od báze kuželovitě větvenou, kdežto samičí je široce rozložitá a dolní větve sahají až k vrcholu hlavní lodyhy. Přízemní listy rostou ze široké pochvy, jejich čepel je dvakrát až třikrát peřenosečná a má tři až pět párů čárkovitých úkrojků 0,5 až 3 cm dlouhých. Krátce řapíkaté lodyžní listy jsou tvarově podobné přízemním.
Pětičetné květy jsou uspořádány do četných okolíků vyrůstají vstřícně nebo v přeslenech. Složený okolík samičích rostlin je vytvořen ze čtyř až pěti okolíčků, obal i obalíčky chybějí, někdy však vyrůstá malý počet listenů či listenců. Nenápadné, smrduté samčí květy rostou v drobnějších, nahuštěných okolíčcích. Všechny květy mají kališní lístky zakrslé. Kýlnaté korunní lístky jsou bělavé se zeleným nebo žlutým nádechem a u samičích květů mívají ve středu načervenalý pruh. Rostliny kvetou poměrně brzy, od dubnu do června, květy obsahují nektar a jsou opylovány létajícím hmyzem i mravenci. Ploidie druhu je 2n = 18.
Plody na dlouhých stopkách jsou z boku stlačené dvounažky skládající se ze 3 mm dlouhých a 2 mm širokých jednosemenných plůdků (merikarpií) s pěti oblými žebry po stranách. Byliny se rozmnožují výhradně semeny (plůdky), která jsou obvykle rozšiřovány větrem, někdy jsou roznášeny i celé okolíčky a semena z nich cestou vypadávají (stepní běžci).

## Ohrožení
Bezobalka sivá roste v ČR na severní hranici svého areálu a často nenachází vhodné podmínky k růstu. Nebývá příliš hojná ani v ostatních středoevropských krajinách, v české přírodě se jí však viditelně nevede. Je nutno zajistit, aby její současné lokality nebyly znehodnoceny polní či stavební činností, a proto byla jako druh zařazena v "Červeném seznamu cévnatých rostlin České republiky z roku 2012" mezi rostliny kriticky ohrožené (C1t).